# Stadtkirche Schlitz

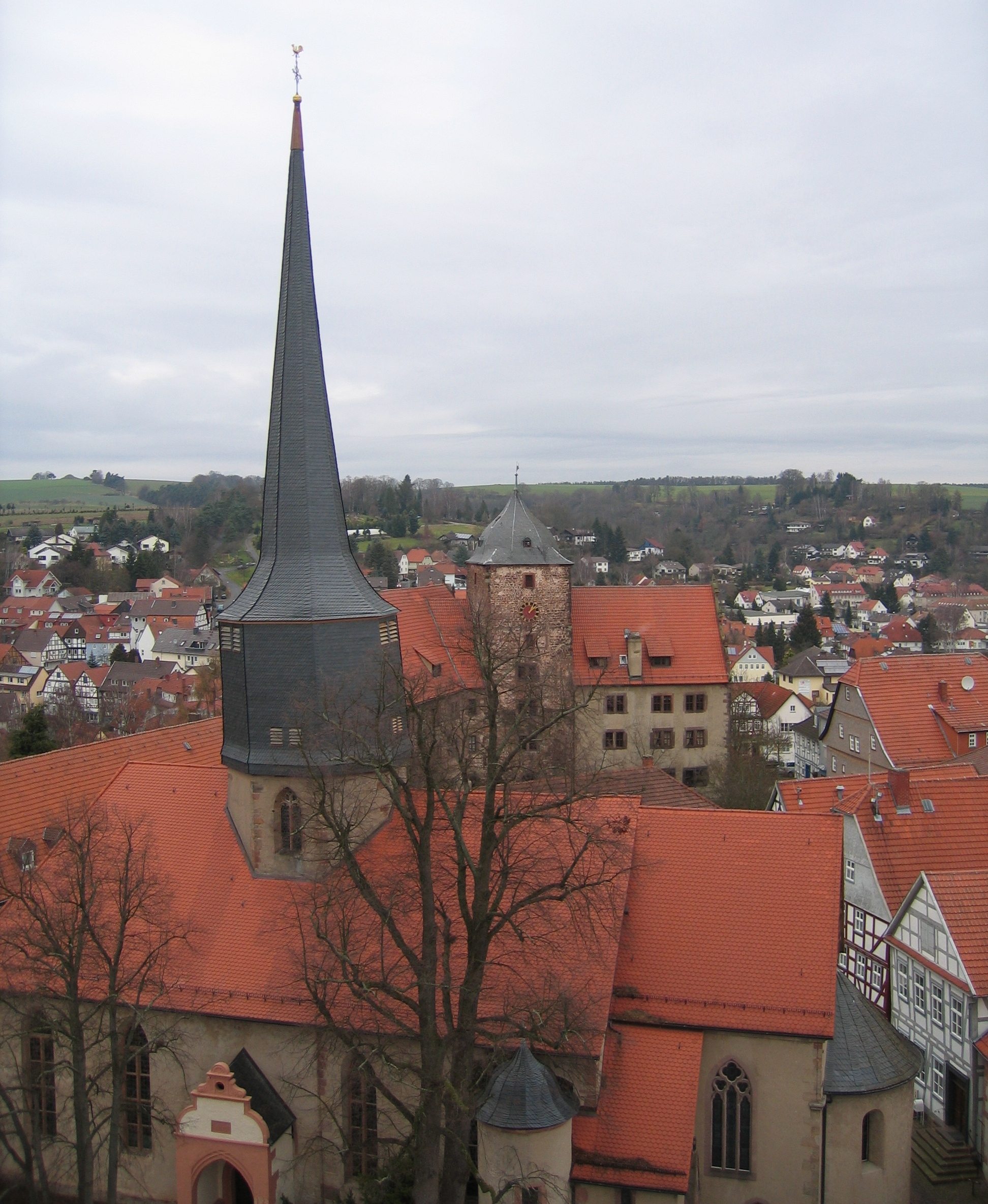
Ev. Stadtkirche Schlitz

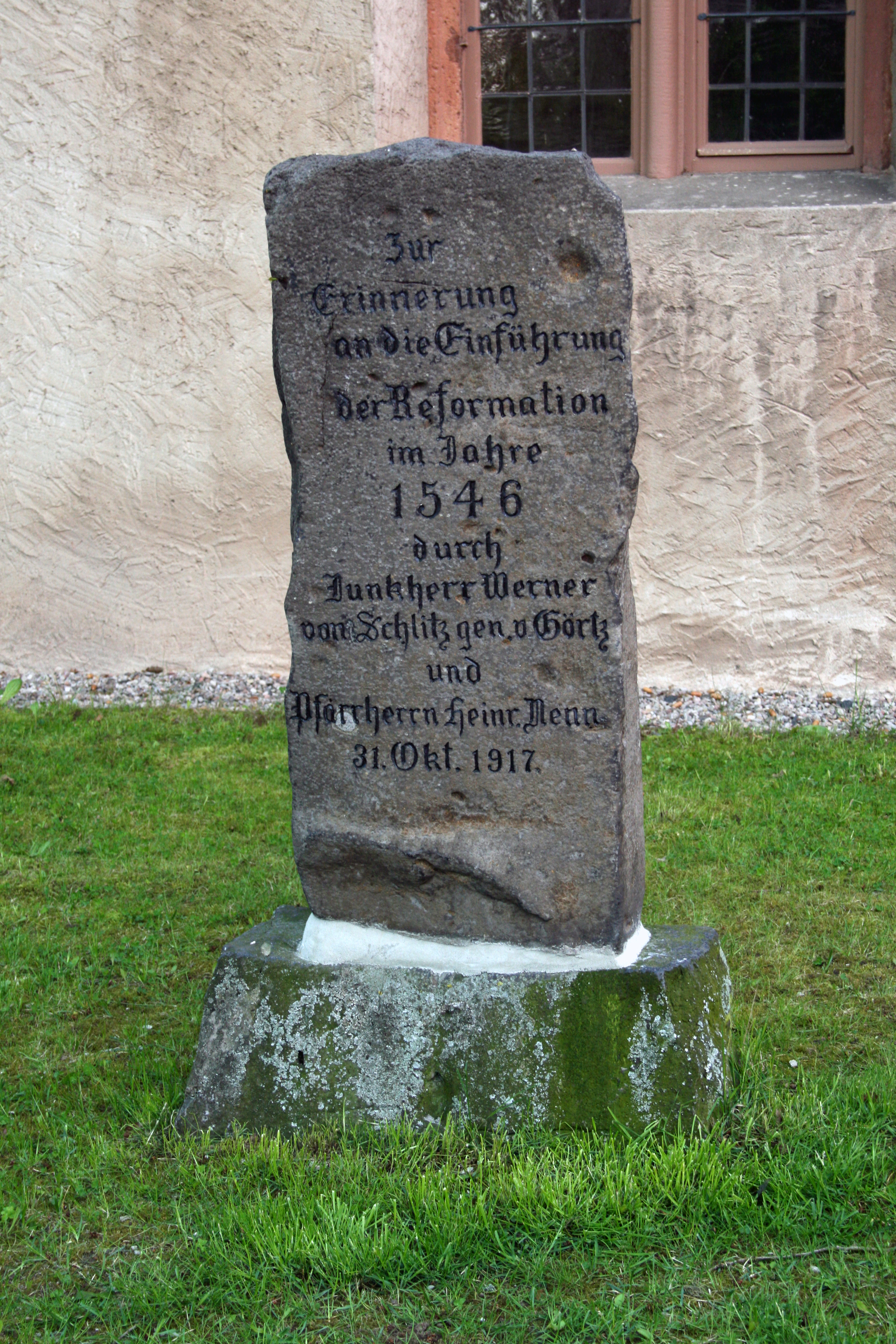
Gedenkstein zur Reformation

Die gotische Stadtkirche Schlitz ist eine evangelische Kirche in Schlitz.
Die Kirche war ursprünglich eine von dem Fuldaer Abt Ratgar auf dem Stadtberg erbaute Säulenbasilika. Sie wurde am 20. September 812 durch den Mainzer Erzbischof Richulf der heiligen Margarethe geweiht. Dieses Datum ist die erste urkundliche Erwähnung der Stadt Schlitz. Seit der Reformation in Schlitz im Jahr 1546 ist die Stadtkirche evangelisch; sie gehört zur Evangelischen Christusgemeinde Schlitzerland.

## Baugeschichte

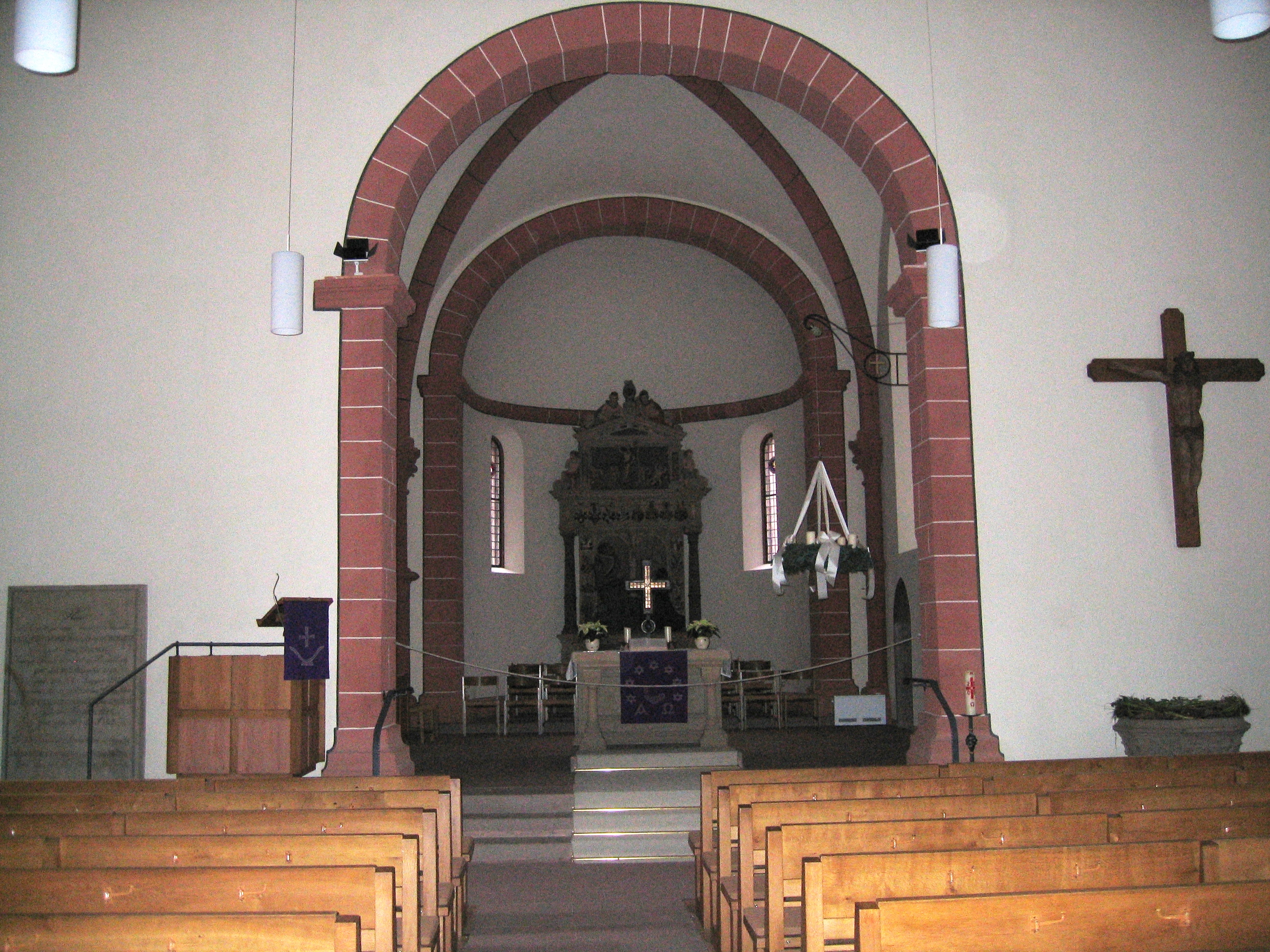
Altar Ev. Stadtkirche Schlitz

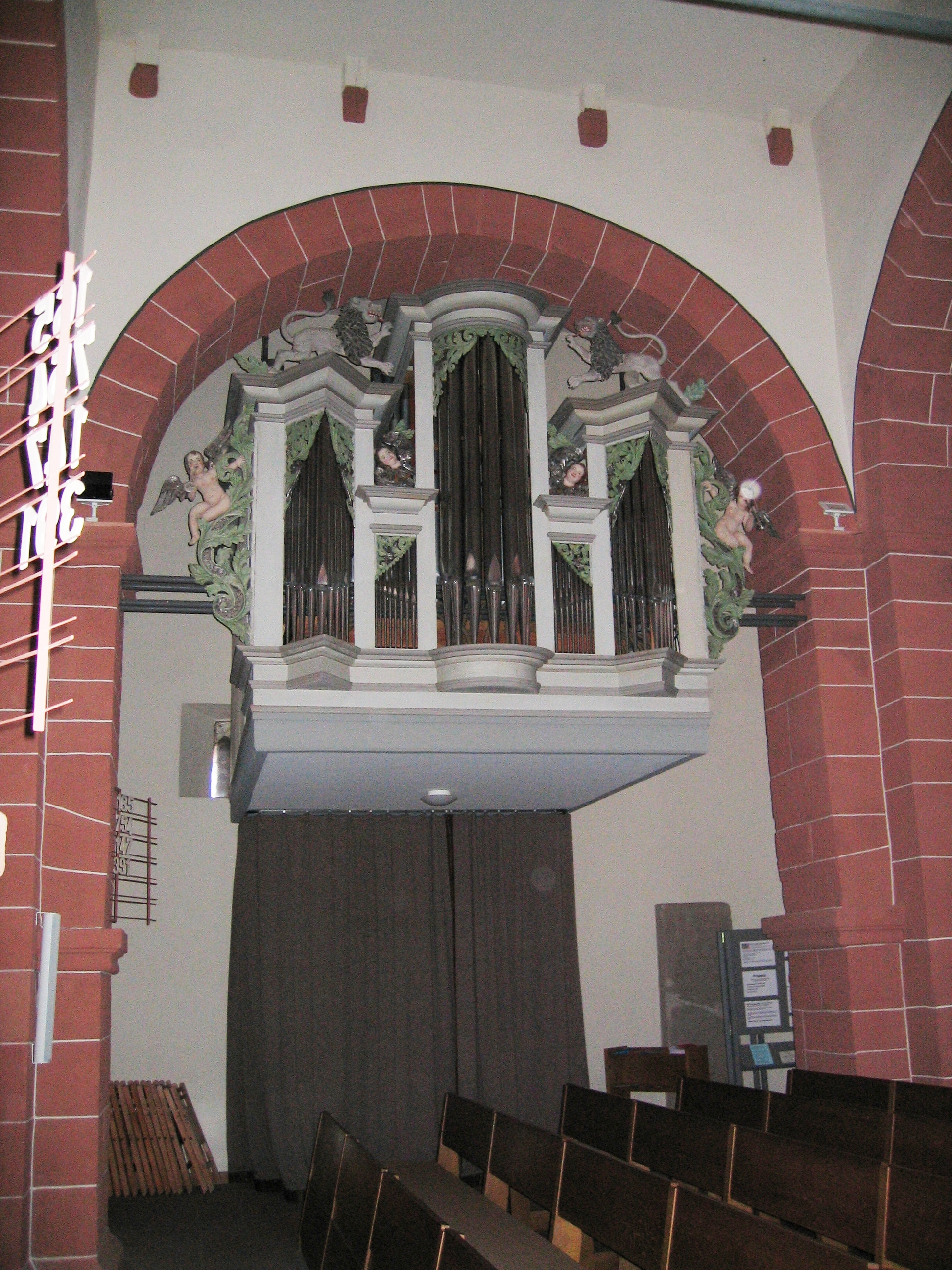
Orgel Ev. Stadtkirche Schlitz

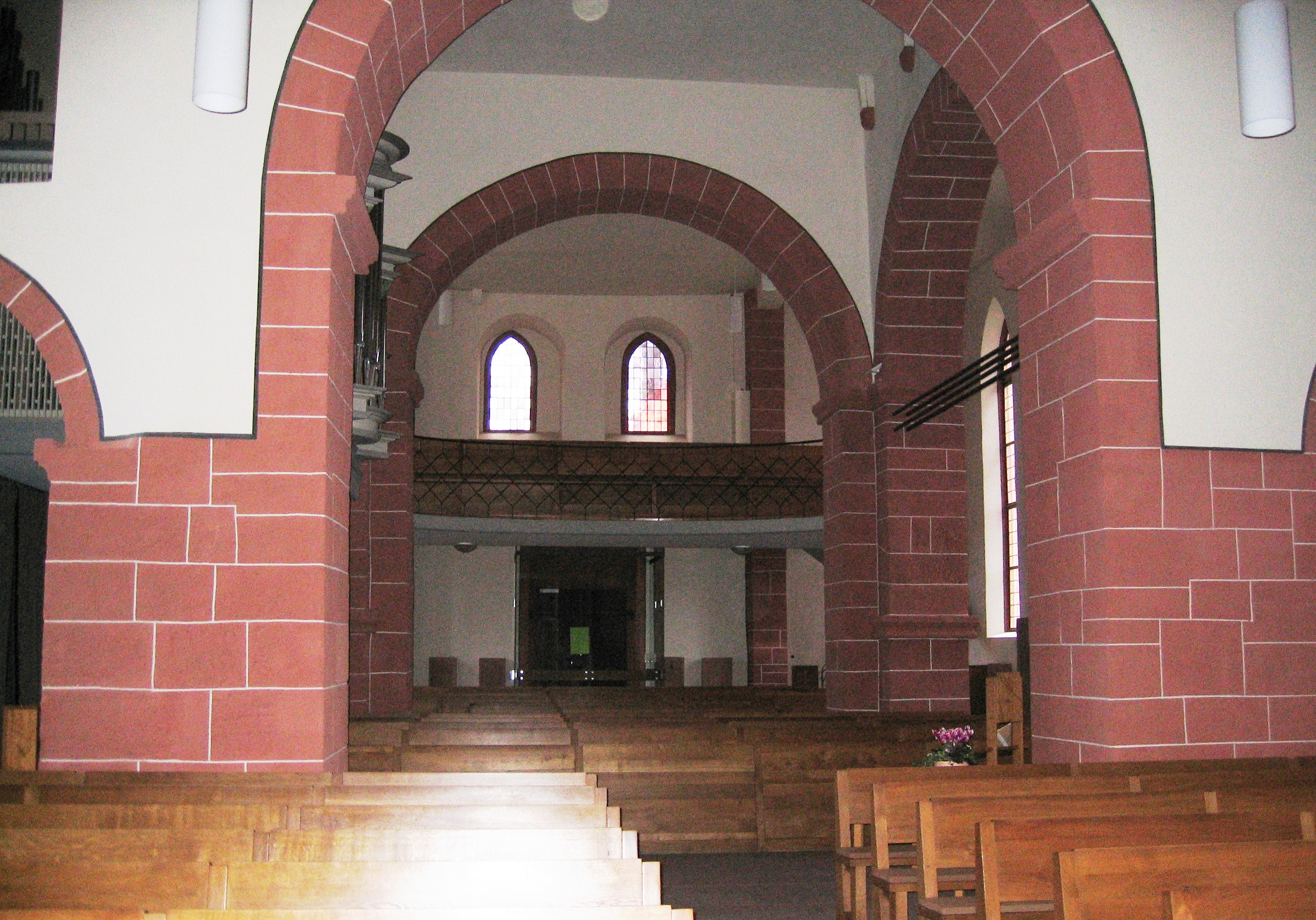
Innenraum Ev. Stadtkirche Schlitz

### Erste Erwähnung 812
Am 20. September 812 wurde die Stadtkirche von dem Mainzer Erzbischof Richulf der heiligen Margarethe geweiht. Es handelte sich damals um eine dreischiffige, romanische Säulenbasilika, die im Auftrag des Fuldaer Abts Ratgar gebaut wurde.

### 11./12. Jahrhundert
In der 2. Hälfte des 11. Jahrhunderts wurde die Basilika um einen Querbau mit Turm auf der Ostseite erweitert. Im 12. Jahrhundert wurden Querbau und Turm erhöht.

### 13./14. Jahrhundert
Die Kirche wurde gegen Ende des 13. Jahrhunderts um einen Chor, eine Sakristei und eine Gruft erweitert. Im 14. Jahrhundert wurde die Barbarakapelle gebaut und der Turm bekam seinen achteckigen Aufbau. Das vierfach gestufte Westportal wurde eingebaut.

### 16./17. Jahrhundert
Im 16. Jahrhundert wurden an der Nord- und Südseite je ein kleiner Treppenturm angebaut, über die man auf die beiden Emporen gelangen konnte. Im 17. Jahrhundert erhielt der Turm seinen 30 m hohen Spitzhelm.

### Renovierung 1963–1966
Im Zuge der Renovierungsarbeiten in den Jahren 1963–1966 wurden die beiden Emporen, die über die Treppentürme im Süden und Norden begehbar waren, entfernt. Im Gegenzug baute man eine neue Empore im Westhaus.

### Renovierung 2000–2009

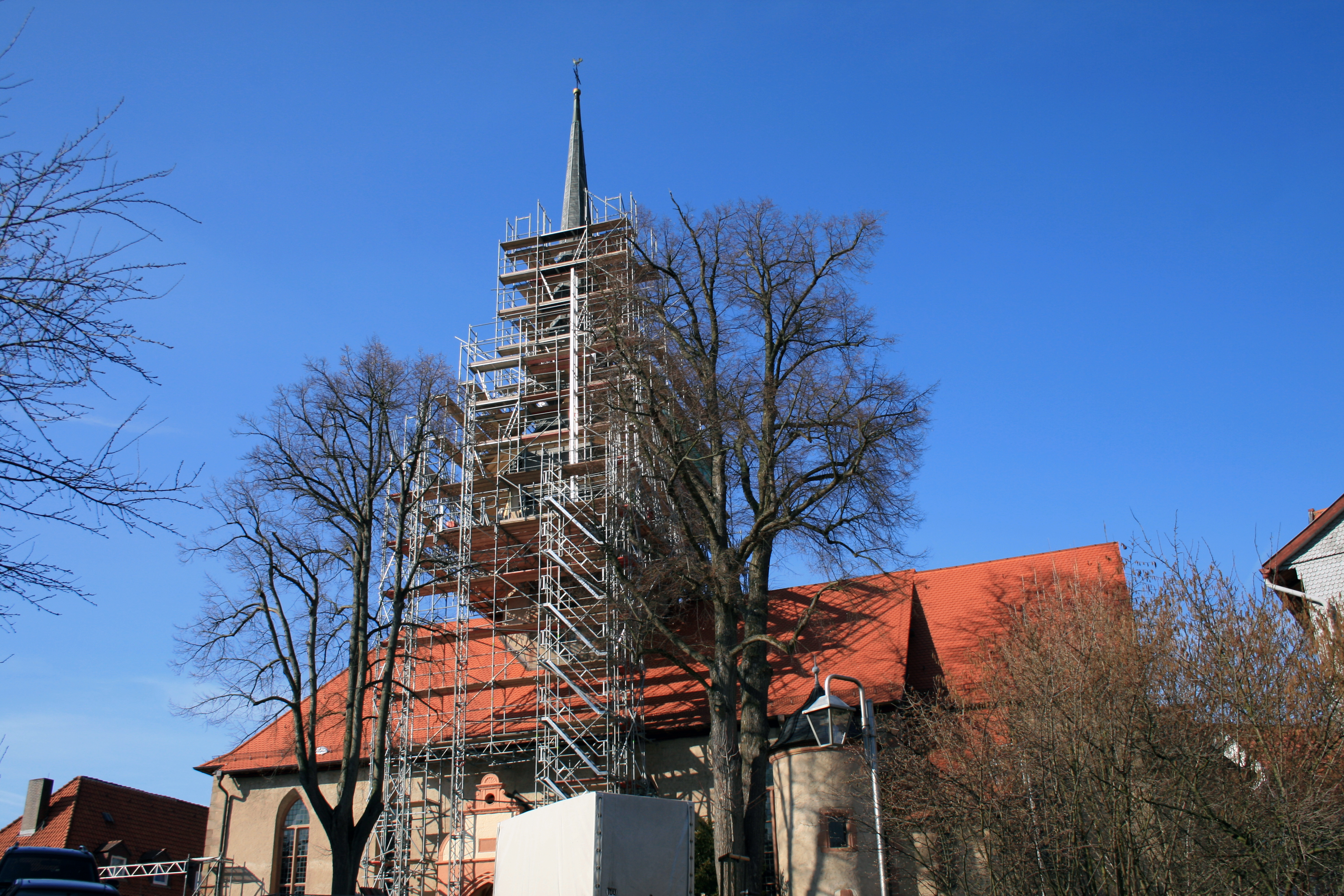
Stadtkirche während der Turmsanierung 2009

In der Zeit zwischen 2000 und 2009 wurde die Stadtkirche grundlegend saniert. Die aufwendigen Restaurierungsarbeiten umfassten unter anderem die gesamte Dach- und Deckenkonstruktion, den Turm, den Glockenstuhl und die Stuckdecke.

## Orgel
In der Mitte des 17. Jahrhunderts sind zwei Orgeln in der Kirche nachgewiesen, eine größere Westorgel und ein kleines Chorpositiv. Der unter Denkmalschutz stehende, barocke Orgelprospekt stammt von Jost Eichenberg aus Niederaula. Er schuf 1719 ein einmanualiges Werk mit etwa zwölf Registern, das ursprünglich auf der Empore über dem Westportal stand. Johann-Markus Oestreich ergänzte 1801 ein zweites Manual und einige neue Stimmen. Im Jahr 1938 baute die Firma Förster & Nicolaus eine neue Orgel hinter dem alten Prospekt. Das Instrument hatte elektrische Kegelladen und 21 Register, verteilt auf zwei Manuale und Pedal. Nach der Kirchenrenovierung in den 1960er Jahren wurde die Orgel 1968 grundlegend saniert und erweitert. Seitdem befindet sie sich an der Südwand über dem Südportal und verfügt über 22 Register auf elektrischen Schleifladen.

## Pfarrer
| Name                         | Amtszeit  | Anmerkungen                                                                                      |
| ---------------------------- | --------- | ------------------------------------------------------------------------------------------------ |
| Cyriacus Spangenberg         | 1581–1595 | evangelischer Theologe, Kirchenlieddichter und Historiker. Er war ein Schüler von Martin Luther. |
| Ludwig Christian Dieffenbach | ?–1855    |                                                                                                  |
| Georg Christian Dieffenbach  | 1855–1901 | bekannter Dichter                                                                                |
| Fritz Schmidt                | 1898–1913 |                                                                                                  |
| Wilhelm Hotz                 | 1902–1908 |                                                                                                  |
| Gustav Böckner               | 1908–1934 |                                                                                                  |
| Hermann Knodt                | 1913–1926 | Vater des Historikers Manfred Knodt                                                              |
| Karl Schmidt                 | 1926–1934 |                                                                                                  |
| Gustav Zehfuß                | 1934–1940 |                                                                                                  |
| Ludwig Berg                  | 1935–1951 |                                                                                                  |
| Claus Bischoff               | 1940–1945 |                                                                                                  |
| Hans Hörr                    | 1940–1953 |                                                                                                  |
| Walter Wollweber             | 1953–1960 |                                                                                                  |
| Siegfried Unverzagt          | 1952–1955 |                                                                                                  |
| Hermann Steller              | 1955–1957 |                                                                                                  |
| Wilhelm Matern               | 1957–1959 |                                                                                                  |
| Wilhelm Knorreck             | 1959–1964 |                                                                                                  |
| Günter Dietrich              | 1961–1968 |                                                                                                  |
| Kurt Klug                    | 1964–1966 |                                                                                                  |
| Joachim Schulze              | 1966–1997 |                                                                                                  |
| Hartmut Witt                 | 1968–1976 |                                                                                                  |
| Paul-Ulrich Lenz             | 1978–1995 |                                                                                                  |
| Siegfried Schmidt            | 1995–2022 |                                                                                                  |
| Matthias Schmidt             | 1997–2007 |                                                                                                  |
| Johannes Wildner             | 2008–2020 |                                                                                                  |
| Gerrit Boomgaarden           | 2021–     |                                                                                                  |
| Melanie Pflanz               | 2023–     |                                                                                                  |